# Protea burchellii
Protea burchellii är en tvåhjärtbladig växtart som beskrevs av Otto Stapf. Protea burchellii ingår i släktet Protea och familjen Proteaceae. Inga underarter finns listade i Catalogue of Life.